# Impuestos especiales (España)
Los impuestos especiales, accisas en la denominación de la Unión Europea, son un conjunto de impuestos indirectos,  sobre consumos específicos, que gravan el consumo de determinados bienes y que se suman al gravamen del IVA como impuesto general.

## Fundamento y naturaleza
Los impuestos especiales integran una de las figuras más antiguas en la historia de la tributación y de las primeras en aparecer en los sistemas fiscales más lejanos en el tiempo. Un precedente de hace varios siglos es el impuesto sobre el alcohol, integrado dentro del tributo de los millones, en España. Sin embargo, en la actualidad, siguen jugando un papel destacado dentro de los sistemas impositivos. 
El fundamento de estos impuestos es que el gravamen sobre el consumo no puede quedar confiado de manera exclusiva a un impuesto como el IVA (impuesto sobre el valor añadido o agregado) que grava de manera indiscriminada el consumo de bienes y servicios, independiente del tipo de bienes que se traten, sino que es necesaria la existencia de otros impuestos que graven de manera selectiva el consumo de bienes específicos. Los impuestos especiales cumplen así una doble función de recaudación de fondos para el Tesoro Público y a la vez de servir de instrumento a unas determinadas políticas, formando parte de la política sanitaria, energética, etc de un país.
La configuración de la Unión Europea como un espacio sin fronteras lleva a que los impuestos especiales, sean impuestos armonizados a nivel comunitario, regulados por distintas Directivas comunitarias que constituyen el marco definitivo de la imposición por impuestos especiales en este ámbito.

## Clases de impuestos especiales en España
- Armonizados a nivel comunitario
  - Impuesto sobre el alcohol y las bebidas derivadas.
  - Impuesto sobre la cerveza.
  - Impuesto sobre los hidrocarburos.
  - Impuesto sobre las labores del tabaco.
- No armonizados
  - Impuesto sobre la electricidad
  - Impuesto sobre determinados medios de transporte